# Großdolmen von Mankmoos
Der Großdolmen von Mankmoos (auch Mankmoos 2 genannt) liegt im dezimierten Rollsteinhügel  und ist eine Megalithanlage der Trichterbecherkultur (TBK). Sie entstand zwischen 3500 und 2800 v. Chr. Das Großsteingrab trägt die Sprockhoff-Nr. 332.

## Geographische Lage
Die 1966 von Ewald Schuldt ausgegrabene etwa Nordwest-Südost orientierte Megalithanlage befindet sich im Wariner Ortsteil Mankmoos im Landkreis Nordwestmecklenburg in Mecklenburg-Vorpommern. Die nicht eingetiefte Anlage liegt mit den teilweise stark gestörten Anlagen (Nr. 1 und 3) in einem Wald südlich der Landesstraße 31 zwischen Mankmoos und Qualitz.

## Beschreibung
Das Steingrab war stark gestört, was wohl auf Nachbestattungen zurückzuführen ist. Die Kammer war ein Meter hoch, vier Meter lang und 2,2 Meter breit. Die durch Ausfeuerung rotgeglühte Diele hat drei Quartiere und bestand aus geglühtem Feuerstein, Rollsteinen und Rotsandsteinplatten. Neben etwa 65 Scherben wurden kaum Funde gemacht.

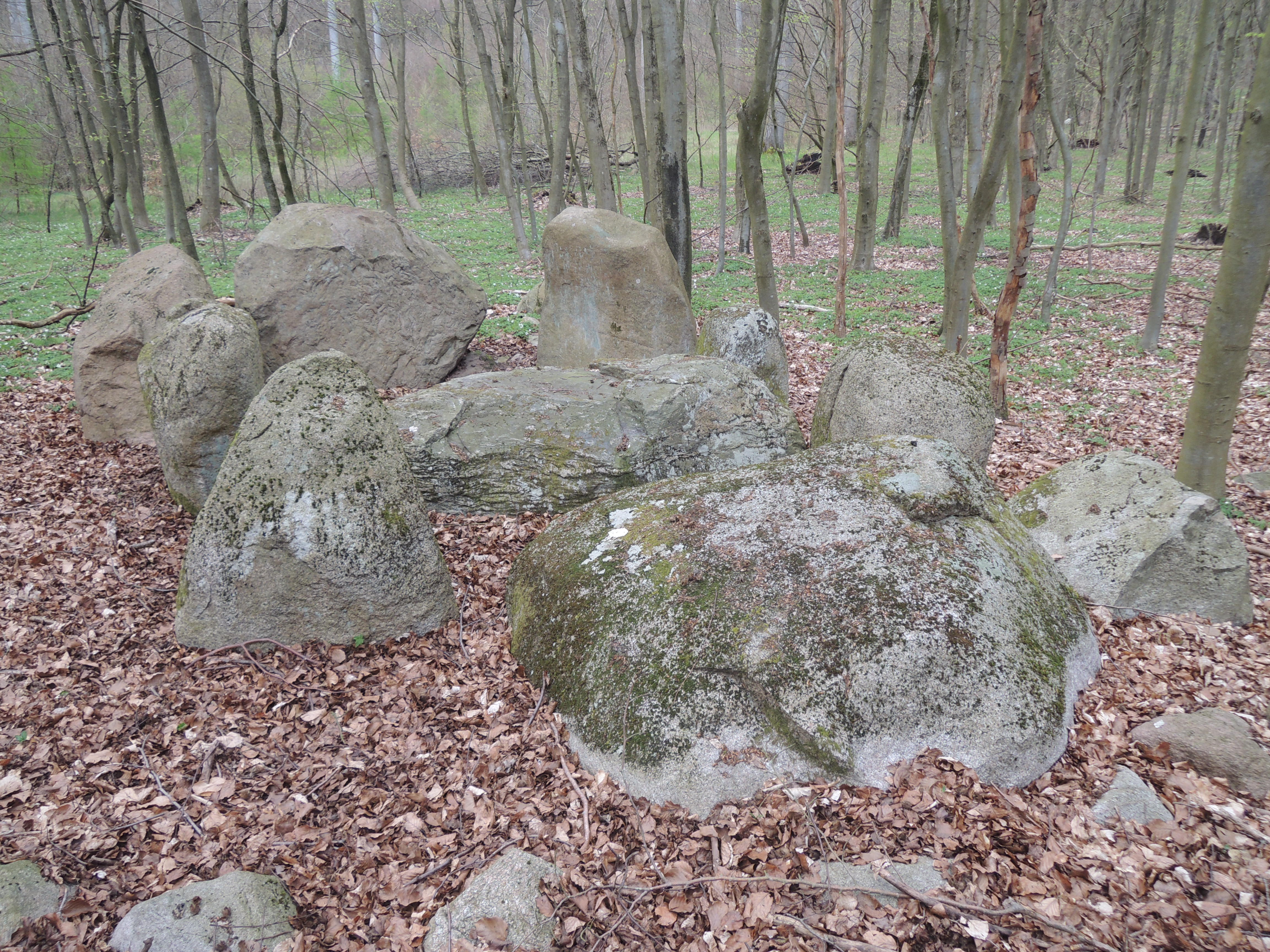
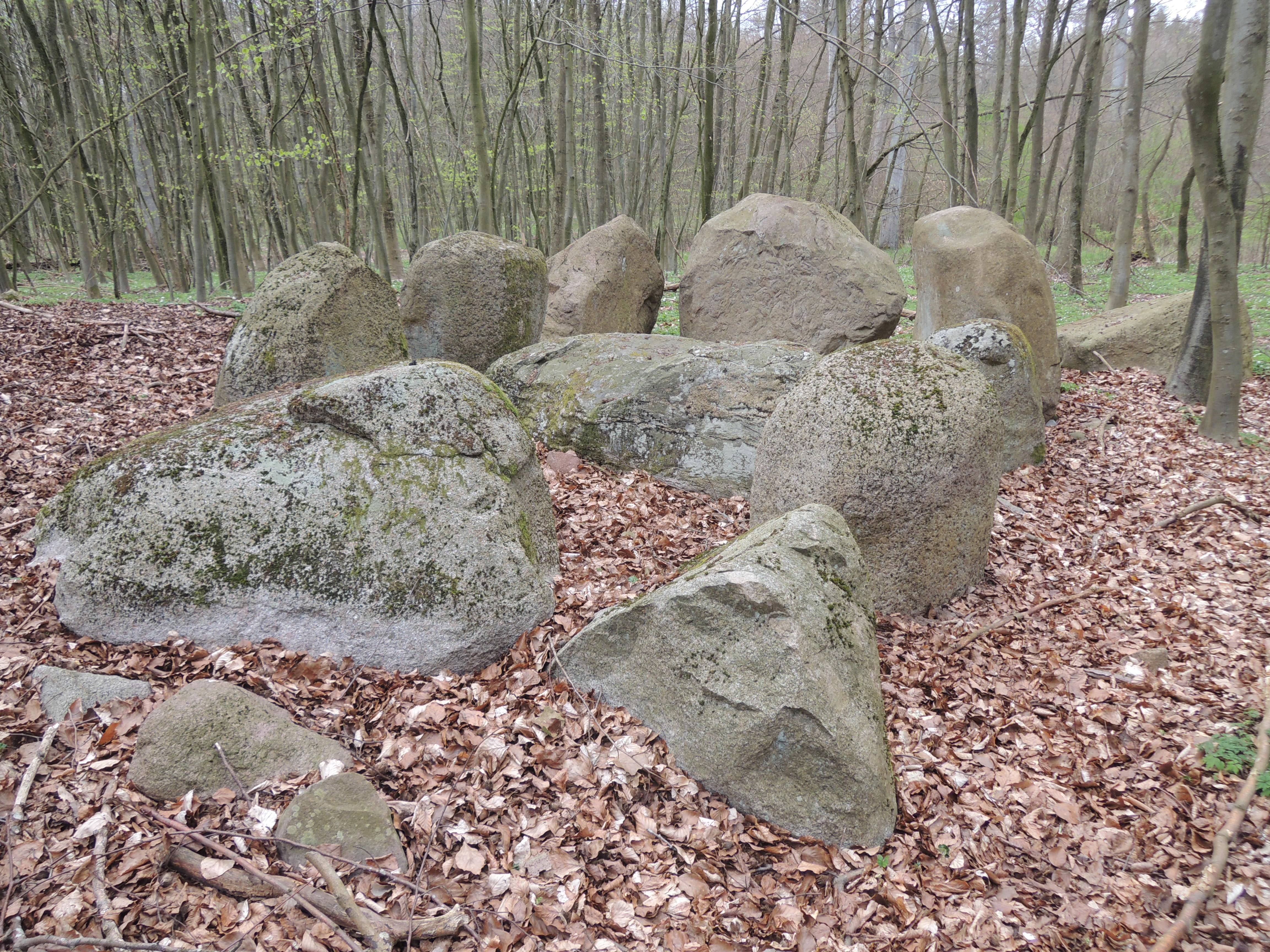
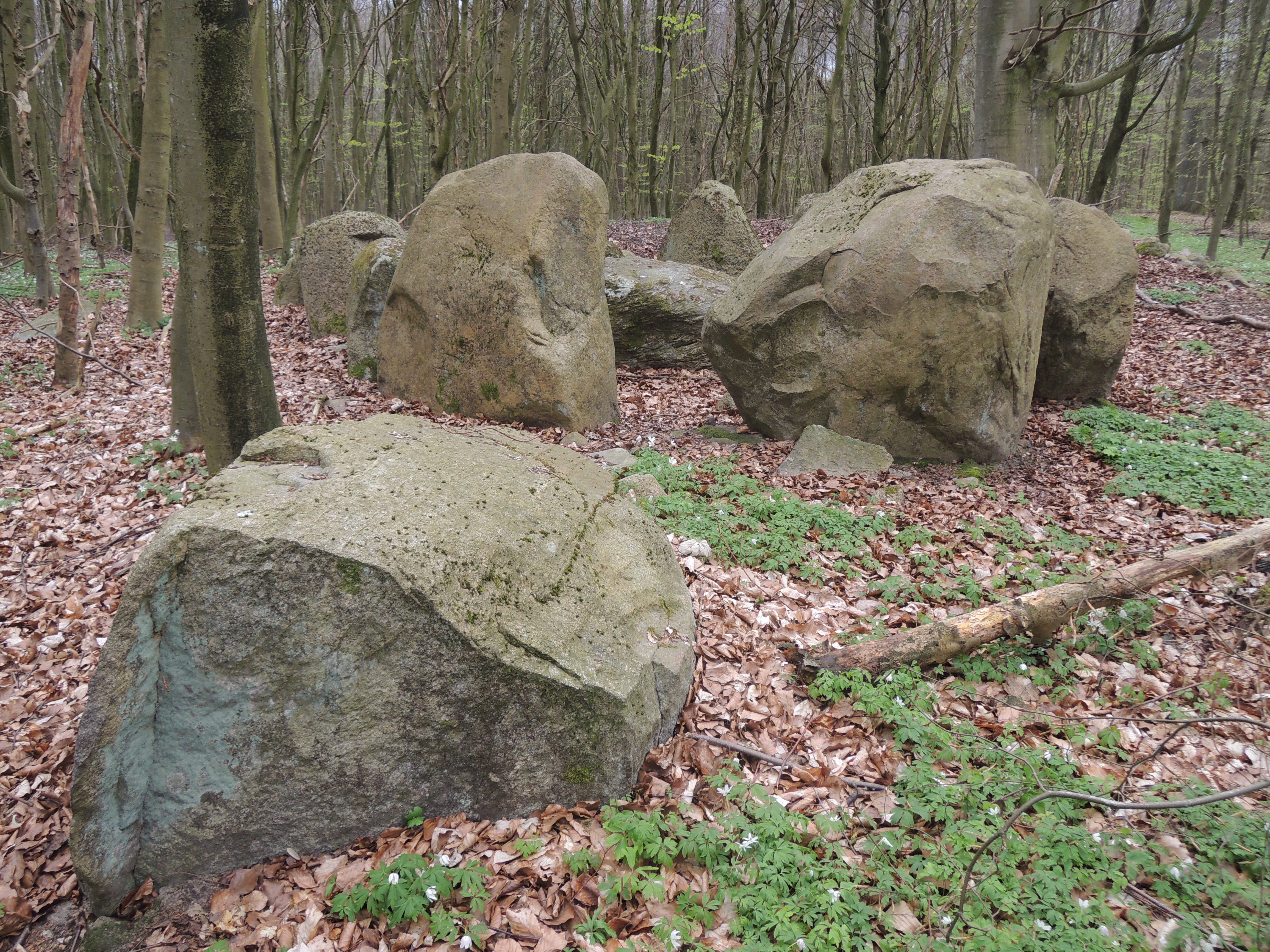
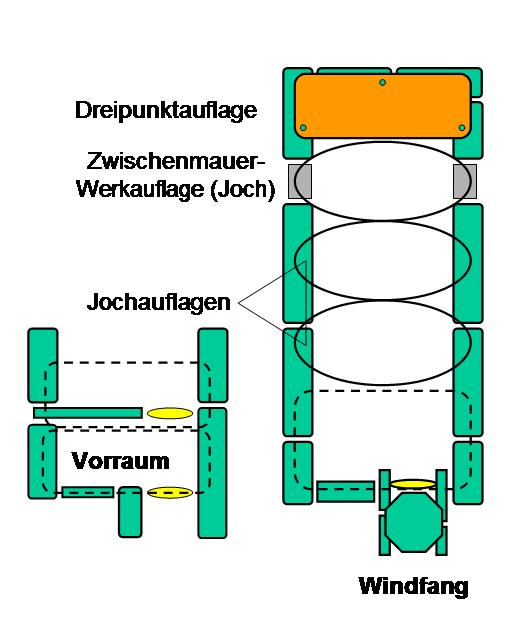
Schema Großdolmen